# Diego Turbay Cote
Diego Turbay Cote (Bogotá 19 de junio de 1967-Puerto Rico, 29 de diciembre de 2000) fue un político colombiano, miembro del Partido Liberal Colombiano, asesinado por las FARC-EP cuando servía como Presidente de la Comisión de Paz de la Cámara de Representantes de Colombia.

## Biografía
Turbay Cote nació en el matrimonio de Luis Hernando Turbay Turbay, exrepresentante a la Cámara e Inés Cote, también dedicada a la política, como exconcejal, exdiputada y ex parlamentaria. Diego Turbay Cote era hermano del también exparlamentario liberal Rodrigo Turbay Cote, que murió en 1997 durante su cautiverio tras ser secuestrado por guerrilleros de las FARC-EP. La familia estaba emparentada con el expresidente de Colombia Julio César Turbay Ayala.

### Vida política
Turbay Cote se lanzó a la política en 1997, tras la muerte de su hermano Rodrigo Turbay Cote. Inicialmente fue candidato a la alcaldía de Florencia (Caquetá), pero no resultó elegido y en las elecciones legislativas de 1998 fue elegido a la Cámara de Representantes de Colombia.
En la cámara se desempeñó como presidente de la Comisión de Paz de la Cámara y era miembro de la Comisión Cuarta, encargada del presupuesto. Turbay Cote hizo parte de la comisión parlamentaria que se reunió con el jefe de las FARC-EP Manuel Marulanda Vélez, que se llevaron a cabo en Caquetania. Estuvo en Los Pozos, San Vicente del Caguán (Villa Nueva Colombia), en la zona de distensión, durante la audiencia pública internacional durante los diálogos de paz entre el gobierno Pastrana y las FARC-EP (1998-2002).

## Asesinato
Turbay Cote fue asesinado por las FARC-EP a las 10:15 AM (UTC-5) el 29 de diciembre de 2000 en el sitio La Gallera, sobre la carretera hacia el municipio de Puerto Rico, (Caquetá), Colombia, donde se dirigía en una caravana de tres vehículos blindados, y donde tenían planeado asistir a la toma de posesión de José Lizardo Rojas como nuevo alcalde de Puerto Rico.
Los guerrilleros del Frente 14 de las FARC-EP y la Columna Móvil Teófilo Forero habrían bajado a Turbay Cote y sus acompañantes del vehículo, los habrían obligado a ponerse boca abajo sobre el piso y los ejecutaron con un tiro de gracia en la cabeza. Resultaron heridos el inspector de Policía de Puerto Rico, Fernando Loaiza, y un profesor.
Junto a Turbay Cote fueron acribillados su madre Inés Cote de Turbay, el arquitecto Jaime Peña Cabrera, Edwin Angarita Alarcón, Mail Bejarano Martínez, Dagoberto Samboní Uni y el conductor del vehículo, Rafael Ocasiones Llanos.
El Estado y la comunidad internacional rechazaron rotundamente la masacre. En reemplazo, su puesto como presidente de la Comisión de Paz de la Cámara de Representantes fue ocupado por su primo el representante Jorge Eduardo Gechem, quien 14 meses después fue secuestrado por el grupo guerrillero, lo cual dio paso al rompimiento de los acuerdos de paz, por los cuales Diego Turbay había trabajado desde hacía 2 años y medio.

### Investigaciones y condenas
El 27 de junio de 2008, por la muerte de Turbay Cote fue condenado Jassir Hidimir Caicedo Matiz, culpado de ser autor material y jefe del grupo de guerrilleros de las FARC-EP que comandó el ataque que dio muerte al representante y el grupo de acompañantes.
La única sobreviviente, Constanza Turbay Cote, exiliada en Suiza, escribió una carta el 10 de marzo del 2009 en la cual solicitó al Presidente de la República, haciendo un llamado a la justicia, que no quede impune el asesinato de su familia, la cual según la carta, fue ideada por el ex parlamentario Luis Fernando Almario Archivado el 19 de enero de 2011 en Wayback Machine.
En julio del 2011 se abrió el pliego de cargos por 'parapolítica' y 'farcpolítica' a Luis Fernando Almario, exparlamentario que se le endilga haber participado en el asesinato de miembros de la familia Turbay Cote.
Además de buscar cooperación por parte de los grupos armados ilegales, aparentemente, se le señala de haber participado en el asesinato del también representante Diego Turbay Cote y su madre Inés Cote de Turbay en Puerto Rico, Caquetá.
Al parecer, el dirigente, de quien se presume mantenía una relación cercana con la guerrilla de las FARC-EP, señaló a la familia como una de las gestoras de la llegada del paramilitarismo a esa zona de la Amazonía colombiana.
“(…)Dicha guerrilla asesinó en ese departamento a miembros de la familia Turbay Cote, para obtener beneficios electorales y así, desde la perspectiva de las FARC, eliminar a los que según éste, se habían convertido en promotores del ‘paramilitarismo’ en el departamento del Caquetá”, dice la providencia.
De hecho, el exguerrillero Fernando Bahamon Céspedes indicó que Almario asistió a varias reuniones en las que se hicieron partícipes insurgentes de las FARC-EP.
Incluso, el excomisionado de Paz Víctor G. Ricardo señaló ante la Fiscalía Delegada ante la Corte Suprema de Justicia en abril de 2008, que había escuchado al extinto Édgar Devia, alias ‘Raúl Reyes’, hablar sobre las buenas referencias que tenían las FARC-EP acerca del dirigente; "que lo veían con buenos ojos", dijo.
Sin embargo, la incursión del Bloque Central Bolívar de las Autodefensas en el sur del Caquetá habría llevado al político a centrar sus esfuerzos en aliarse con el grupo armado ilegal de extrema derecha, dice el ente de control. Para el organismo, el vínculo con la guerrilla podría haber sido una estrategia para eliminar a oponentes políticamente fuertes, como lo eran los Turbay Cote en el Caquetá.
“Al parecer, el fortalecimiento de esta organización ilegal en el sur del departamento del Caquetá la convirtió en una estructura dominante de poder en el mismo; hecho que presuntamente llevó a Luis Fernando Almario a realizar alianzas políticas para obtener el control político de la zona", advierte el Ministerio público en el auto de pliego de cargos.
Para la Procuraduría, hay coincidencias entre los resultados obtenidos por Luis Fernando Almario en las elecciones y las sindicaciones de testigos que le endilgan pactos con los dos grupos armados; de ahí la decisión de vincularlo formalmente a un proceso disciplinario por supuestos nexos con el paramilitarismo y la insurgencia.
“Al examinar los resultados electorales de Almario se encuentran coincidencias entre su votación y las presuntas alianzas del congresista, primero con las FARC y luego con el Bloque Central Bolívar de las AUC”, dice el documento.